# کوگن
کوگن (به ژاپنی: 康元 Kōgen)، نام یک عصر تاریخی ژاپنی بود. این عصر بعد از گنچو و قبل از شوکا (دوره) قرار داشت و از اکتبر ۱۲۵۶ تا مارس ۱۲۵۷ میلادی به طول انجامید. در طی این عصر امپراتور گو-ساگا، امپراتور ژاپن بود.